# Bandini 1000 GT
La Bandini 1000 GT è un'autovettura prodotta nel 1963 dalla ditta Bandini Automobili di Forlì.

Questo modello stradale, la seconda Gran Turismo Bandini, utilizza il nuovo motore che usano le sport dello stesso periodo (1000/62P e "saponetta 1000"), limitato nella potenza per aumentarne l'affidabilità e limitare gli interventi di revisione. Il cambio è per la prima volta a cinque marce sincronizzate. La 1000 GT conserva lo schema tradizionale che prevede  motore anteriore e trazione posteriore. Il telaio invece fruisce dell'esperienza fatta con la 1000 a motore posteriore e si avvale di un disegno direttamente derivato dalla sport che la precede e del medesimo sistema sospensivo anteriore e posteriore. Sulle ruote anteriori i freni sono a disco, mentre i posteriori rimangono a tamburo. 

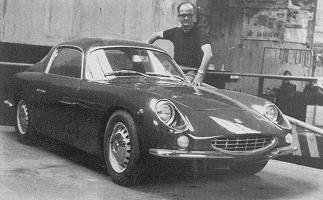
Ilario Bandini con la sua 1000 GT

La carrozzeria è affidata come la precedente 750 GT ad un'altra carrozzeria piemontese, questa volta è Corna che realizza in alluminio un coupé sobrio e sportivo, che fu utilizzato come auto personale, di un elegante color nero pastello, da Ilario Bandini.

## Il telaio

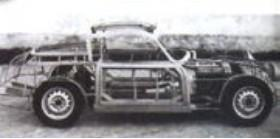
una Bandini 1000 GT con il telaio in vista

- Struttura e materiale: a traliccio di tubi a sezione ellittica, in acciaio speciale di derivazione aeronautica; brevetto nº 499843
- Sospensioni: regolabili in camber e convergenza
  - anteriore: indipendenti, a trapezi sovrapposti con ammortizzatori oleodinamici telescopici inclinati e molle cilindriche elicoidali coassiali; barra stabilizzatrice
  - posteriore: indipendenti, multi-link con triangolo inferiore, ammortizzatori oleodinamici telescopici inclinati e molle cilindriche elicoidali coassiali; barra stabilizzatrice
- Impianto frenante:
  - di servizio: idraulico, a disco  anteriori e a tamburo posteriori
  - di stazionamento: meccanico a nastro, sull'albero di trasmissione

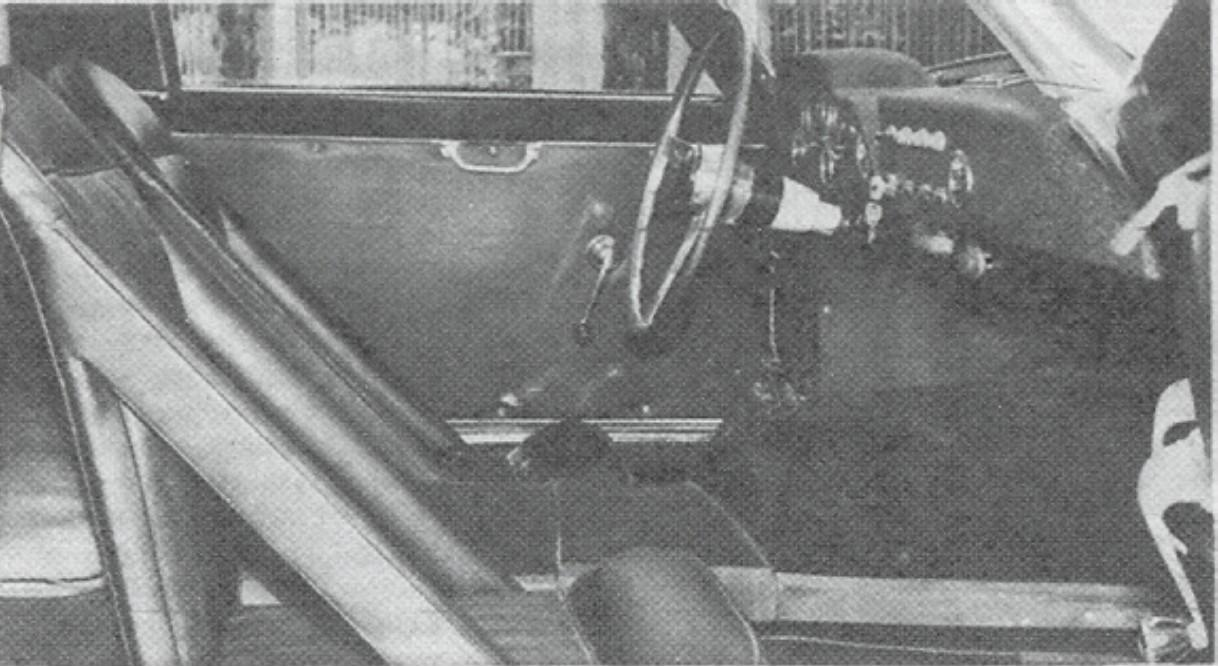
Gli interni

- Sterzo: a vite senza fine con smorzatore di vibrazioni sul piantone
- Guida: a sinistra (a destra su richiesta)
- Ruote: Amadori 15"
- Serbatoio: 45 Litri
- Trasmissione:albero di trasmissione  con giunti cardanici, differenziale centrale e semiassi al retrotreno
- Peso: telaio nudo 25 kg,
- Peso complessivo:  475 kg
- Velocità massima:  200 km/h

## Il motore Bandini 1000 cm³

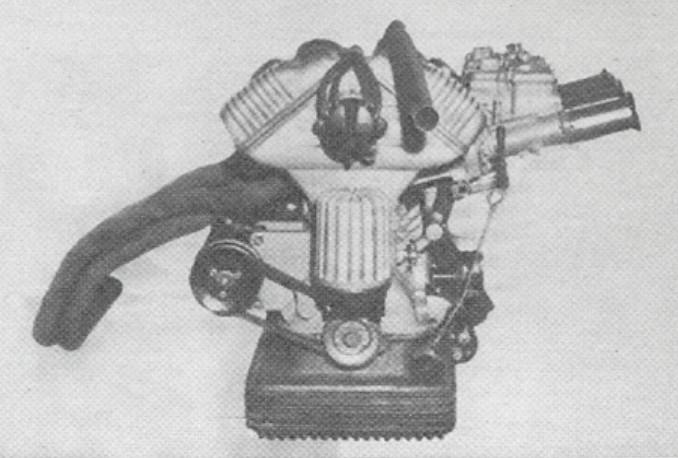
Il motore Bandini bialbero 1000 cm³ che equipaggiava anche le sport

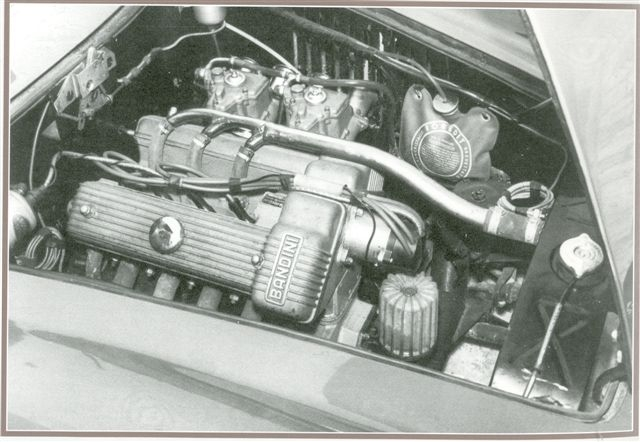
Il vano motore della Bandini 100 GT

- Posizionamento: anteriore longitudinale, 4 cilindri in linea
- Materiali e particolarità: doppio albero a camme in testa in lega d'alluminio a camera di scoppio emisferica, distribuzione mista: catena con tenditore e ingranaggi su cuscinetti a rulli, monoblocco e basamento a cinque supporti di banco in unica fusione e coppa dell'olio in lega d'alluminio, canne dei cilindri cromate e smontabili.
- Alesaggio: 68 mm
- Corsa: 68 mm
- Cilindrata: 987 cm³
- Rapporto di compressione: 9:1
- Alimentazione: 2 carburatori Weber doppio corpo 38DCO3
- Potenza: 94 CV @ 8000 rpm
- Lubrificazione: carter umido con pompa a ingranaggi e filtro esterno, radiatore in alluminio
- Raffreddamento: forzato a liquido con pompa centrifuga comandata da puleggia e cinghia, radiatore verticale, all'avantreno
- Cambio e frizione: 5 marce sincronizzate + RM, frizione monodisco a secco
- Accensione e impianto elettrico:  bobina e distributore-ruttore sulla testa, batteria 12 V e dinamo